# Férfi kenu egyes 1000 méter az 1968. évi nyári olimpiai játékokon
Az 1968. évi nyári olimpiai játékokon a kajak-kenu férfi kenu egyes 1000 méteres versenyszámát október 22. és 25. között rendezték Xochimilco-tó-ban.

## Eredmények
Az időeredmények másodpercben értendők. A rövidítések jelentése a következő:
| - OB: olimpiai legjobb idő - Q: továbbjutás helyezés alapján | - R: vigaszágon folytathatta - DNS: nem indult a futamon |

### Előfutamok
Az előfutamokból az első három helyezett automatikusan a döntőbe jutott, a többiek a vigaszágra kerültek.
| Helyezés | Név                 | Nemzet                 | Idő      | Mj       |
| 1. futam | 1. futam            | 1. futam               | 1. futam | 1. futam |
| -------- | ------------------- | ---------------------- | -------- | -------- |
| 1.       | Ivan Patzaichin     | Románia (ROU)          | 4:28,3   | Q, OB    |
| 2.       | Ove Emanuelsson     | Svédország (SWE)       | 4:32,4   | Q        |
| 3.       | Christopher Hook    | Kanada (CAN)           | 4:34,9   | Q        |
| 4.       | Vitalij Galkov      | Szovjetunió (URS)      | 4:35,4   | R        |
| 5.       | Borisz Ljubenov     | Bulgária (BUL)         | 4:36,2   | R        |
| 6.       | Felipe Ojeda        | Mexikó (MEX)           | 4:47,3   | R        |
| 2. futam |                     |                        |          |          |
| 1.       | Detlef Lewe         | NSZK (FRG)             | 4:24,5   | Q, OB    |
| 2.       | Tatai Tibor         | Magyarország (HUN)     | 4:25,5   | Q        |
| 3.       | Jiří Čtvrtečka      | Csehszlovákia (TCH)    | 4:28,3   | Q        |
| 4.       | Andreas Weigand     | Egyesült Államok (USA) | 4:30,0   | R        |
| 5.       | Jamagucsi Tecumasza | Japán (JPN)            | 4:33,3   | R        |
|          | Jürgen Harpke       | NDK (GDR)              | DNS      |          |

### Vigaszág
A vigaszág futamából az első három helyezett jutott a döntőbe, a többiek kiestek.
| Helyezés | Név                 | Nemzet                 | Idő     | Mj |
| -------- | ------------------- | ---------------------- | ------- | -- |
| 1.       | Vitalij Galkov      | Szovjetunió (URS)      | 4:34,17 | Q  |
| 2.       | Borisz Ljubenov     | Bulgária (BUL)         | 4:35,82 | Q  |
| 3.       | Andreas Weigand     | Egyesült Államok (USA) | 4:37,11 | Q  |
| 4.       | Felipe Ojeda        | Mexikó (MEX)           | 4:43,20 |    |
| 5.       | Jamagucsi Tecumasza | Japán (JPN)            | 4:54,61 |    |

### Döntő
| Helyezés | Név              | Nemzet                 | Idő     | Mj |
| -------- | ---------------- | ---------------------- | ------- | -- |
| Arany    | Tatai Tibor      | Magyarország (HUN)     | 4:36,14 |    |
| Ezüst    | Detlef Lewe      | NSZK (FRG)             | 4:38,31 |    |
| Bronz    | Vitalij Galkov   | Szovjetunió (URS)      | 4:40,42 |    |
| 4.       | Jiří Čtvrtečka   | Csehszlovákia (TCH)    | 4:40,74 |    |
| 5.       | Borisz Ljubenov  | Bulgária (BUL)         | 4:43,43 |    |
| 6.       | Ove Emanuelsson  | Svédország (SWE)       | 4:45,80 |    |
| 7.       | Ivan Patzaichin  | Románia (ROU)          | 4:49,32 |    |
| 8.       | Andreas Weigand  | Egyesült Államok (USA) | 4:50,42 |    |
| 9.       | Christopher Hook | Kanada (CAN)           | 4:55,88 |    |